# Desmond Hirshfield, Baron Hirshfield
Desmond Barel Hirshfield, Baron Hirshfield (* 17. Mai 1913; † 6. Dezember 1993) war ein britischer Wirtschaftsmanager, der sich neben seiner Arbeit als Vorstandsvorsitzender verschiedener Wirtschaftsprüfungs- und Buchhaltungsunternehmen in zahlreichen gesellschaftlichen Einrichtungen sowie Wohlfahrtsorganisationen engagierte und der 1967 als Life Peer aufgrund des Life Peerages Act 1958 Mitglied des House of Lords wurde.

## Leben
Hirshfield absolvierte nach dem Schulbesuch eine Ausbildung zum Buchhalter und trat 1939 in das Buchhaltungsunternehmen Hesketh Hardy ein. Nachdem er dort Partner geworden war, wurde das Unternehmen in Hesketh Hardy Hirshfield und beriet seither auch zahlreiche Gewerkschaften sowie seit den 1960er Jahren die Labour Party. Die dabei aufgebauten Beziehungen führten dazu, dass er 1961 die Trades Union Unit Trust Managers Ltd gründete, deren Vorstandsvorsitzender er bis 1983 blieb. 
Während dieser Zeit begann Hirshfield auch sein soziales Engagement in zahlreichen gesellschaftlichen Institutionen und Wohltätigkeitsorganisationen wie zum Beispiel zwischen 1960 und 1983 als Präsident des Norwood Charitable Trust, die insbesondere in der Londoner jüdischen Gemeinde zahlreiche Einrichtungen für Menschen mit Lernbehinderungen betreibt. Daneben war er 1962 Gründer der Foundation on Automation and Human Development und blieb bis 1987 deren Direktor. Des Weiteren war er zwischen 1967 und 1986 Vorstandsvorsitzender des 1942 gegründeten Buchhaltungsunternehmens Horwath & Horwath UK Ltd, aus dem das heutige Unternehmen Crowe Horwath International hervorging.
Durch ein Letters Patent vom 30. August 1967 wurde Hirshfield aufgrund des Life Peerages Act 1958 als Life Peer mit dem Titel Baron Hirshfield, of Holborn in Greater London, in den Adelsstand erhoben und gehörte damit bis zu seinem Tod dem House of Lords als Mitglied an. 
Baron Hirshfield war ferner zwischen 1968 und 1976 stellvertretender Vorsitzender der Northampton New Town Development Corporation, die den Bau der Neustadt von Northampton koordinierte, sowie von 1969 bis 1983 erstmals Schatzmeister des britischen Komitees der UNICEF sowie zwischen 1970 und 1971 Schatzmeister des Nationalrates für unverheiratete Mütter und deren Kinder (National Council for the Unmarried Mother and her Child). 1972 wurde er von der Regierung unter Premierminister Edward Heath beauftragt, einen Untersuchungsbericht über die monopolistische Preisgestaltung innerhalb der verstaatlichten Stahlindustrie zu verfassen.
Im Buchhaltungsunternehmen Horwath & Horwath International fungierte er zusätzlich zwischen 1977 und 1984 als Präsident und war anschließend von 1984 bis 1986 Internationaler Präsident. Während dieser Zeit hatte er maßgeblichen Anteil an der Ausweitung des Unternehmens auf siebzig Länder. Darüber hinaus war er von 1981 bis 1983 Vorstandsvorsitzender der Wirtschaftsberatungsgesellschaft MLH Consultants sowie zwischen 1986 und 1988 erneut Schatzmeister des britischen Komitees der UNICEF.